# Jorge D'Alessandro
Roberto Jorge D'Alessandro Di Ninno, noto semplicemente come Jorge D'Alessandro (Buenos Aires, 28 luglio 1949), è un allenatore di calcio ed ex calciatore argentino, di ruolo portiere.

## Palmarès

### Giocatore

#### Competizioni nazionali
- Campionato argentino: 4

San Lorenzo: 1968 Metropolitano, 1972 Metropolitano, 1972 Nacional, 1974 Nacional